# Dischidesia hypochrysa
Dischidesia hypochrysa là một loài bướm đêm trong họ Geometridae.